# Landgericht Hungen
Das Landgericht Hungen war von 1822 bis 1879 ein erstinstanzliches Gericht der ordentlichen Gerichtsbarkeit in der Provinz Oberhessen des Großherzogtums Hessen mit Sitz in Hungen.

## Gründung
Ab 1821 trennte das Großherzogtum Hessen auch auf der unteren Ebene die Rechtsprechung von der Verwaltung. 
 Die bisher von den Ämtern wahrgenommenen Aufgaben wurden Landräten (zuständig für die Verwaltung) und Landgerichten (zuständig für die Rechtsprechung) übertragen. Infolge der in den Solmsischen Besitzungen Oberhessens erst 1822 durchgeführten Trennung von Justiz und Verwaltung kam es zur Bildung des Landgerichts Hungen so erst mit einem Jahr Verspätung. Dessen Bezirk wurde aus den solmsischen Ämtern Grüningen, Hungen und Wölfersheim zusammengestellt. Die Fürsten vom Solms-Braunfels ließen ihre Rechte hier nun durch das Großherzogtum Hessen in ihrem Namen ausüben.
In den standesherrlichen Gebieten der Provinz Oberhessen bestanden zunächst weiterhin Justizkanzleien für Gerichtsfälle zweiter Instanz in Büdingen (für das ehemalige Fürstentum Isenburg) und Hungen (für Solms). Dem übergeordnete Instanz war das Hofgericht Gießen. Auf das Recht der Gerichtsbarkeit zweiter Instanz verzichtete der Fürst von Solms 1823. Die letzten standesherrlichen Privilegien wurden erst in der Märzrevolution 1848 mit dem „Gesetz über die Verhältnisse der Standesherren und adeligen Gerichtsherren“ vom 15. April 1848 beseitigt.

## Bezirk
| Gemeinde        | Herkunft                            | Zugang | Abgang | Anmerkung             |
| --------------- | ----------------------------------- | ------ | ------ | --------------------- |
| Bellersheim     | Amt Hungen                          | 1822   |        |                       |
| Berstadt        | Landgericht Nidda                   | 1853   |        |                       |
| Bettenhausen    | Amt Hungen                          | 1822   |        |                       |
| Birklar         | Amt Hungen                          | 1822   | 1853   | Landgericht Lich      |
| Dorf-Güll       | Amt Wölfersheim                     | 1822   | 1853   | Landgericht Lich      |
| Gambach         | Amt Wölfersheim                     | 1822   | 1848   | Landgericht Butzbach  |
| Hof Grass       | Landgericht Nidda                   | 1853   |        |                       |
| Griedel         | Amt Wölfersheim                     | 1822   | 1848   | Landgericht Butzbach  |
| Grüningen       | Amt Grüningen                       | 1822   | 1853   | Landgericht Lich      |
| Holzheim        | Amt Wölfersheim                     | 1822   | 1853   | Landgericht Lich      |
| Hungen          | Amt Hungen                          | 1822   |        |                       |
| Inheiden        | Landgericht Laubach                 | 1848   |        |                       |
| Langd           | Landgericht Nidda                   | 1853   |        |                       |
| Langsdorf       | Amt Hungen                          | 1822   |        |                       |
| Münzenberg      | Amt Ortenberg stolbergischer Anteil | 1822   | 1848   | Landgericht Butzbach  |
| Muschenheim     | Amt Hungen                          | 1822   | 1853   | Landgericht Lich      |
| Niederbessingen | Amt Hungen                          | 1822   | 1849   | Landgericht Lich      |
| Nonnenroth      | Amt Hungen                          | 1822   |        |                       |
| Obbornhofen     | Amt Wölfersheim                     | 1822   |        |                       |
| Rodheim         | Landgericht Nidda                   | 1853   |        |                       |
| Röthges         | Amt Hungen                          | 1822   |        |                       |
| Steinheim       | Landgericht Nidda                   | 1853   |        |                       |
| Trais-Horloff   | Landgericht Laubach                 | 1848   |        |                       |
| Utphe           | Landgericht Laubach                 | 1848   |        |                       |
| Villingen       | Amt Hungen                          | 1822   |        |                       |
| Weckesheim;     | Amt Wölfersheim                     | 1822   | 1853   | Landgericht Friedberg |
| Wölfersheim     | Amt Wölfersheim                     | 1822   |        |                       |
| Wohnbach        | Landgericht Laubach                 | 1848   |        |                       |

## Weitere Entwicklung
Der Landgerichtsbezirk Hungen bekam mit dem 1. November 1848 die Orte Inheiden, Utphe, Wohnbach und Traishorloff vom Landgericht Laubach zugeteilt, musste aber gleichzeitig die Orte Griedel und Gambach und die Stadt Münzenberg an den Landgericht Butzbach abgeben.
Der Ort Niederbessingen wurde am 1. Juni 1849 dem Landgericht Lich zugeteilt.
Durch die umfassende Neuordnung der Gerichtsbezirke in der Provinz Oberhessen 1853, die zum 15. Oktober 1853 in Kraft trat wurden die Grenzen des Gerichtsbezirks erneut geändert (siehe Übersicht).

## Ende
Mit dem Gerichtsverfassungsgesetz von 1877 wurden Organisation und Bezeichnungen der Gerichte reichsweit vereinheitlicht. Zum 1. Oktober 1879 hob das Großherzogtum Hessen deshalb die Landgerichte auf. Funktional ersetzt wurden sie durch Amtsgerichte. So ersetzte nun das Amtsgericht Hungen das Landgericht Hungen. „Landgerichte“ nannten sich nun die den Amtsgerichten direkt übergeordneten Obergerichte. Das Amtsgericht Hungen wurde dem Bezirk des Landgerichts Gießen zugeordnet.